# Eustahija Arsić
Eustahija Arsić  (cirill írással Eустахија Арсић, Ürög, 1776. március 14. – Arad, 1843. február 17.) az első modern szerb írónő.

## Élete
Eustahija Arsić, eredeti családi neve Cincić, a szerémségi Irigen született 1776. március 14-én a hatalmas Habsburg Birodalom déli szegletében. Édesanyja a kor szellemének megfelelően házimunkára tanította, ám a fiatal Eustahija szívesebben bújta a könyveket. Első férje egy Lacković nevezetű szerb kereskedő volt, majd korai elvesztése után a tehetős Toma Radovanović felesége lett. Második férje halála után harmadik férje az aradi Arsics Sebő (Сава Арсић / Sava Arsić) lett, aki 1814–1815 és 1821–1823 közt szenátor volt Aradon.
Eustahija Arsić az első modern szerb írónő volt, köteteit a 19. század első felének megfelelően az akkori szerb irodalmi nyelven, az ún. „slavenoserb” nyelven jelentette meg.
Ő volt az 1842-ben Pesten alapított Matica Srpska (Szerb Irodalmi és Tudós Társaság) első női tagja. Ezen kívül Eustahija volt a Matica Srpska által megjelentett almanach, a Letopis első női szerzője.
Miután harmadszor is gyászba borult, 1843. február 17-én halt meg Aradon.

## Művei
- Materni sovjet obojemu polu junosti. (Buda, 1814) (Anyai tanács mind a két nembeli fiatalsághoz)
- Poleznija razmišlenija o četireh… sočinenija i na svijet. (Buda, 1816) (Hasznos elmélkedések az év négy szakáról)